# Sredinka, Kărdjali
Sredinka (în bulgară Срединка) este un sat în comuna Kărdjali, regiunea Kărdjali,  Bulgaria. 

## Demografie
Componența etnică a satului Sredinka
     Turci (18,34%)
     Nicio identificare (81,65%)
     Altele (0%)
La recensământul din 2011, populația satului Sredinka era de 218 locuitori. Nu există o etnie majoritară, locuitorii fiind  și turci (18,34%). Pentru 81,65% din locuitori nu este cunoscută apartenența etnică.